# Radomir (obchtina)
Radomir (bulgare : Радомир) est une obchtina de l'oblast de Pernik en Bulgarie.